# Koffi Akue
Koffi Akue es un deportista marfileño que compite en taekwondo. Ganó una medalla de bronce en el Campeonato Africano de Taekwondo de 2021 en la categoría de –74 kg.

## Palmarés internacional
| Campeonato Africano | Campeonato Africano | Campeonato Africano | Campeonato Africano |
| Año                 | Lugar               | Medalla             | Categoría           |
| ------------------- | ------------------- | ------------------- | ------------------- |
| 2021                | Dakar (Senegal)     | Medalla de bronce   | –74 kg              |